# 스티브 로저스 (마블 시네마틱 유니버스)
스티븐 그랜트 로저스(영어: Steven Grant Rogers)는 간단히 스티브 로저스(Steve Rogers) 마블 시네마틱 유니버스 (MCU)의 등장인물로, 크리스 에반스가 연기한다. 마블 코믹스의 동명 캐릭터를 원작으로 하며, 캡틴 아메리카(Captain America)로 잘 알려져 있다.
마블 시네마틱 유니버스(Marvel Cinematic Universe)에서 그는 크레딧에 없는 카메오를 만든 3편을 포함해 총 8편의 영화에 출연했습니다. 2011년 《퍼스트 어벤져》로 첫 등장하였으며, 2019년 《어벤져스: 엔드게임》에서 은퇴를 끝으로 등장하지 않는다. 그린란드의 빙하 속에서 냉동인간 상태로 70년 동안 버텼다.

## 같이 보기
- 마블 시네마틱 유니버스 캐릭터 목록